# Geoff Kinrade
Geoffrey Kenneth „Geoff“ Kinrade (* 29. Juli 1985 in Nelson, British Columbia) ist ein kanadischer Eishockeyspieler, der im Verlauf seiner aktiven Karriere zwischen 2005 und 2020 unter anderem über 220 Spiele für den KHL Medveščak Zagreb, Admiral Wladiwostok, Neftechimik Nischnekamsk, Kunlun Red Star, Torpedo Nischni Nowgorod und Sewerstal Tscherepowez in der Kontinentalen Hockey-Liga (KHL) auf der Position des Verteidigers bestritten hat. Einen Teil seiner Karriere verbrachte Kinrade zudem in der American Hockey League (AHL), wo er mit den Binghamton Senators im Jahr 2011 den Calder Cup gewann, und in der Schweizer National League A (NLA), wo er mit dem SC Bern im Jahr 2013 den Gewinn der Schweizer Meisterschaft feierte.

## Karriere
Kinrade war zunächst von 2003 bis 2005 für die Cowichan Valley Capitals aus der British Columbia Hockey League (BCHL) aktiv, ehe er im Anschluss ein Studium an der Michigan Technological University begann und für deren Eishockeymannschaft, die Michigan Tech Huskies, in der Western Collegiate Hockey Association (WCHA) aufs Eis ging.

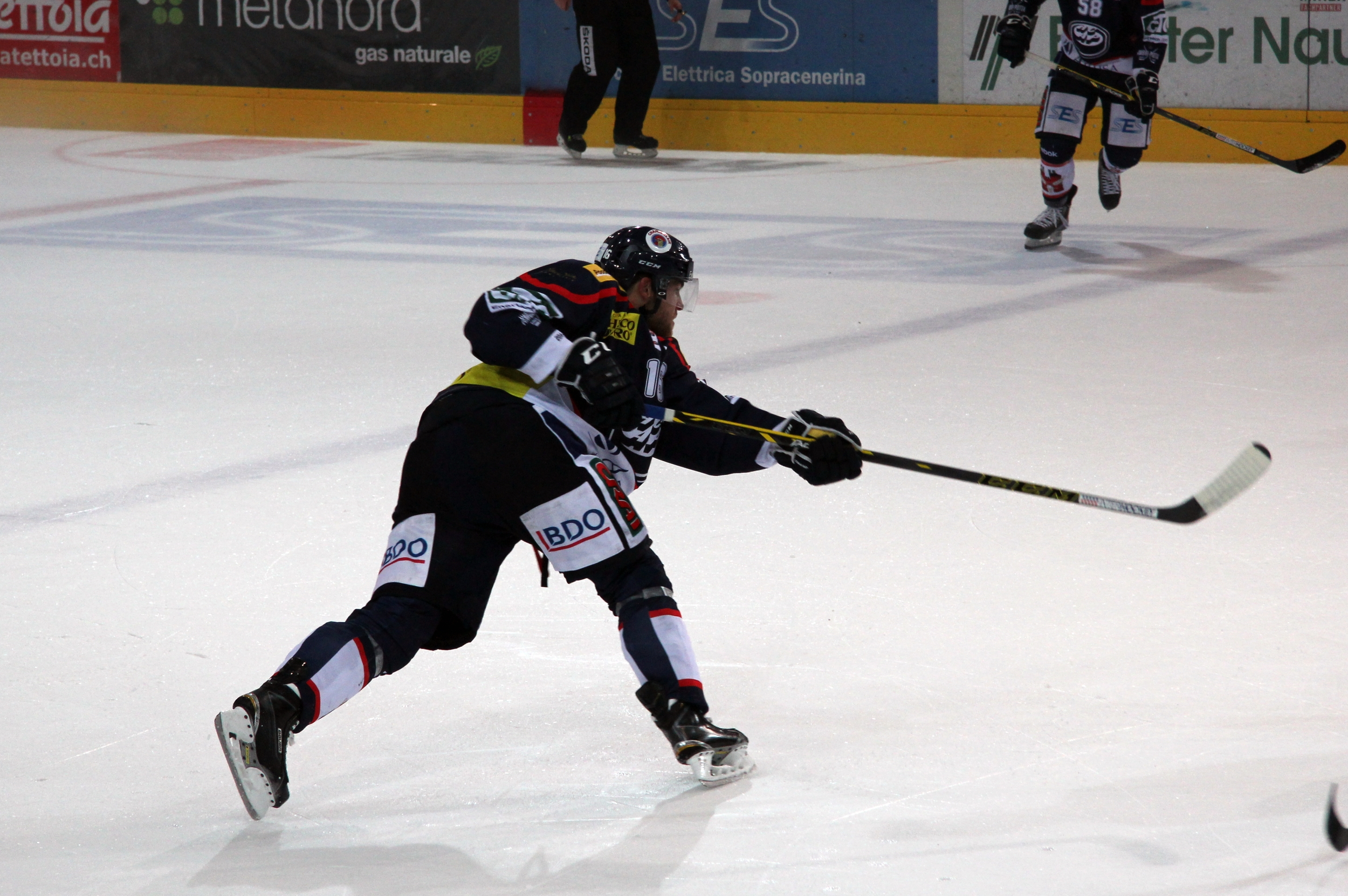
Kinrade im Trikot des HC Ambrì-Piotta (2014)

Nach Beendigung seines Studiums im Kalenderjahr 2009 unterzeichnete der ungedraftete Verteidiger einen Kontrakt bei den Tampa Bay Lightning aus der National Hockey League (NHL), für welche Kinrade eine NHL-Partie absolvierte. Außerdem stand der Linksschütze in zehn AHL-Spielen für deren Farmteam, die Norfolk Admirals, im Einsatz. Hierbei erzielte er einen Treffer und insgesamt fünf Scorerpunkte. Nach Ablauf seines Vertragsverhältnisses mit den Bolts wurde der Kanadier in der Free-Agent-Periode im Juli 2009 von den Ottawa Senators mit einem Zweiwegevertrag ausgestattet. Die folgenden zwei Spielzeiten verbrachte der Defensivakteur ausschließlich im AHL-Farmteam bei den Binghamton Senators und gewann mit dem Team in der Saison 2010/11 den Calder Cup. Insgesamt bestritt er in zwei Jahren 177 AHL-Spiele für Binghamton und verbuchte 57 Punkte.
Für die Spielzeit 2011/12 unterschrieb Kinrade ein Arbeitspapier beim HC Plzeň 1929 aus der tschechischen Extraliga und stand für das Team in 34 Ligaspielen auf dem Eis, ehe im Januar 2012 die Vertragsunterschrift beim SC Bern aus der National League A (NLA) folgte. Die Berner Mutzen nahmen den Kanadier zunächst bis zum Saisonende unter Kontrakt, um temporär den angeschlagenen Landsmann Travis Roche zu ersetzen. Nach einer erfolgreichen Spielzeit mit dem Erreichen des Playoff-Finals gegen die ZSC Lions verlängerten die Stadtberner das Vertragsverhältnis mit dem Linksschützen um eine weitere Spielzeit. Im Januar 2013 wurde der Vertrag um weitere zwei Jahre bis Ende der Saison 2014/15 verlängert.
Zu Beginn der Spielzeit 2014/15 wurde er für einige Spiele an den Ligakonkurrenten HC Ambrì-Piotta ausgeliehen, ehe er Mitte Oktober an den KHL Medveščak Zagreb aus der Kontinentalen Hockey-Liga (KHL) abgegeben wurde. Weitere Stationen in der KHL waren Admiral Wladiwostok in der Saison 2015/16, anschließend bis zum Ende der Spielzeit 2019/20 Neftechimik Nischnekamsk, Kunlun Red Star, Torpedo Nischni Nowgorod und Sewerstal Tscherepowez.

## Erfolge und Auszeichnungen
- 2011 Calder-Cup-Gewinn mit den Binghamton Senators
- 2013 Schweizer Vizemeister mit dem SC Bern
- 2012 Spengler-Cup-Gewinn mit dem Team Canada
- 2013 Schweizer Meister mit dem SC Bern

## Karrierestatistik
(Legende zur Spielerstatistik: Sp oder GP = absolvierte Spiele; T oder G = erzielte Tore; V oder A = erzielte Assists; Pkt oder Pts = erzielte Scorerpunkte; SM oder PIM = erhaltene Strafminuten; +/− = Plus/Minus-Bilanz; PP = erzielte Überzahltore; SH = erzielte Unterzahltore; GW = erzielte Siegtore; 1 Play-downs/Relegation; Kursiv: Statistik nicht vollständig)